# Agrothereutes pumilus
Agrothereutes pumilus là một loài tò vò trong họ Ichneumonidae.